# 던밀스
던밀스(Don Mills, 본명: 황동현, 1988년 7월 30일 ~ )은 대한민국의 래퍼이다. Vismajor (VMC)의 일원이 되기 이전에 '황마K'라는 닉네임을 사용했었다.

## 음반
- 《휴학한 유학생》 (2013년)
- 《Don Mills》 (2013년)
- 《귀가》 (2013년)
- 《88》 (2014년)
- 《YOUNG DON》 (2014년)
- 《화끈한 화요일 1탄》 (2015년)
- 《화끈한 화요일 2탄》 (2015년)
- 《화끈한 화요일 3탄》 (2015년)
- 《벌처럼 쏴》 (2015년)
- 《킹스맨》 (2015년)
- 《축의금》 (2015년)
- 《미래》 (2016년)
- 《지금 당장》 (2016년)
- 《Mr. Trap Hwang》 (2017년)
- 《Mills Way》 (2018년)
- 《Living in the Dream》 (2018년)
- 《Switch lanes》 (2018년)

비스메이져
- 《Stay With Me》 (2011년)
- 《RUN VMC》 (2013년)
- 《Visty Boyz》 (2017년)

## 출연작

### 방송
- 2016년 MBC 《마이 리틀 텔레비전》 (특별 출연), (With 딥플로우, 넉살)
- 2017년 Mnet 《PRODUCE 101 시즌 2》 - 랩 트레이너
- 2017년 Mnet - 《Show Me The Money 6》 - 넉살&조우찬 - "부르는게 값이야" 피쳐링 (8회)
- 2018년 XtvN 《오늘도 스웩》
- 2018년 XtvN 《오늘도 힙합》 - 5회 (With 넉살)
- 2018년 유튜브 《최자로드》
- 2021년 KBS Joy 《썰바이벌》 게스트 - 15회 (With 넉살)
- 2021년 Mnet 《Show Me The Money 10》- top10
- 2021년 SBS 파워FM 《배성재의 텐》- 수요일 특별게스트

### 영화
| 연도 | 제목 | 역할     | 비고      |
| ---- | ---- | -------- | --------- |
| 2018 | 변산 | 심사위원 | 특별 출연 |
| 2019 | 메기 | 황동현   |           |

## 던밀스 아내가 래퍼 뱃사공으로부터 불법촬영을 당한 사실을 폭로
이후 2차 가해에 시달리고 있다며 고통을 호소했다.